# اقتصاد سلامت
اقتصاد سلامت یا اقتصاد بهداشت (به انگلیسی: Health Economics) شاخه‌ای از علم اقتصاد است که به مسائلی پیرامون کارایی، اثربخشی ارزش و رفتار در تولید و مصرف سلامت و مراقبت‌های بهداشتی می‌پردازد. به‌طور کلی اقتصاددانان سلامت عملکرد سیستم‌های مراقبت بهداشتی در رفتارهای مؤثر بر سلامت مانند سیگار کشیدن را مورد مطالعه قرار می‌دهند.
کنت ارو در مقاله‌اش در سال ۱۹۶۳، که غالباً موجب شده است که اقتصاد سلامت به عنوان یک رشتهٔ علمی شناخته شود، تمایز مفهومی بین سلامت و سایر کالاها را به تصویر می‌کشد. عواملی که اقتصاد سلامت را از دیگر حوزه‌ها تمیز می‌دهند عبارتند از: مداخلهٔ دولتی گسترده، عدم اطمینان غیرقابل کنترل در ابعاد مختلف، اطلاعات نامتقارن، موانع ورود، آثار خارجی و حضور یک شخص ثالث. در بخش مراقبت‌های بهداشتی، شخص ثالث پزشک است که تصمیمات خرید (مثلاً در مورد آزمایش‌های آزمایشگاهی، تجویز دارو، انجام عمل جراحی و غیره) را می‌گیرد در حالی که از قیمت محصول یا خدمات بی‌اطلاع است.
اقتصاددانان حوزهٔ سلامت چندین نوع اطلاعات مالی را ارزیابی می‌کنند: هزینه‌ها، بدهی‌ها و مصارف. عدم اطمینان برای سلامتی، در نتایج آزمایش‌های بیمار و نگرانی‌های مالی، ذاتی است. شکاف دانش موجود بین پزشک و بیمار، موقعیت مزیتی خاص برای پزشک به ارمغان می‌آورد که اطلاعات نامتقارن نامیده می‌شود. غالباً آثار خارجی در زمینهٔ سلامت و مراقبت‌های بهداشتی، به‌طور خاص در مورد بیماری‌های عفونی، پدیدار می‌شوند. به عنوان مثال تلاش برای جلوگیری از ابتلا به سرماخوردگی، بر افراد غیر از تصمیم گیرنده تأثیر می‌گذارد.

## اقتصاد سلامت در ایران
سابقهٔ مستندات، مدارک و مطالعاتی که در زمینهٔ اقتصاد سلامت در کشور ما صورت می‌گیرد شاید به دو دهه نرسد. این رشته به صورت رسمی اولین بار در سال ۱۳۸۰ در دانشکدهٔ مدیریت و اطلاع‌رسانی دانشگاه علوم پزشکی ایران سابق در مقطع ارشد با ۴ نفر ظرفیت شروع به پذیرش دانشجو کرد. در سال ۱۳۸۴ دانشگاه شاهد به عنوان دومین دانشگاه در سطح کشور نیز مجوز پذیرش دانشجو را دریافت نمود. یک سال بعد دانشگاه علوم پزشکی تهران موفق به پذیرش دانشجو در این رشته شد. سپس گسترش این رشته محدود شد تا اینکه در سال‌های اخیر دانشگاه علوم پزشکی شیراز و کرمان نیز در این رشته دانشجو می‌پذیرند. به‌طور کلی در حال حاضر تربیت دانشجویان اقتصاد سلامت در دانشگاه‌های زیر صورت می‌گیرد:
- دانشگاه علوم پزشکی تهران- دانشکدهٔ بهداشت- مقطع ارشد و دکتری
- دانشگاه علوم پزشکی ایران- دانشکدهٔ مدیریت و اطلاع‌رسانی پزشکی- مقطع ارشد و دکتری
- دانشگاه علوم پزشکی مشهد- دانشکدهٔ بهداشت- مقطع ارشد و دکتری
- دانشگاه علوم پزشکی اصفهان- دانشکدهٔ مدیریت و اطلاع‌رسانی پزشکی- مقطع ارشد
- دانشگاه شاهد- مقطع ارشد
- دانشگاه علوم پزشکی شیراز- دانشکدهٔ مدیریت و اطلاع‌رسانی پزشکی- مقطع ارشد و دکتری
- دانشگاه علوم پزشکی تبریز- دانشکدهٔ مدیریت و اطلاع‌رسانی پزشکی- مقطع ارشد و دکتری
- دانشگاه علوم پزشکی کرمان- مقطع ارشد

### اولین اداره رسمی مدیریت اقتصاد سلامت در ایران
اولین اداره رسمی مدیریت اقتصاد سلامت که دارای چارت سازمانی در ایران می‌باشد، در سال ۱۳۹۷ در دانشگاه علوم پزشکی شیراز به منظور ارزیابی، تحلیل، مشاوره و اصلاح زیر ساخت‌های اقتصادی نظام سلامت تأسیس گردید. در حال حاضر مدیریت اقتصاد سلامت دانشگاه علوم پزشکی شیراز، دارای ۷ کارشناس خبره با گرایش‌های مختلف مدیریتی، اقتصادی و مالی و فن آوری می‌باشد، نشانی این واحد عبارتست از:
https://health-economy.sums.ac.ir/

## قلمرو
محدودهٔ اقتصاد سلامت به وضوح توسط «نمودار درختی» الن ویلیامز طراحی شده است که این رشته را به هشت موضوع مجزا تقسیم می‌کند:
- چه چیزی بر سلامت تأثیر می‌گذارد؟ (غیر از مراقبت‌های بهداشتی)
- سلامت چیست و چه ارزشی دارد؟
- تقاضا برای مراقبت‌های بهداشتی
- عرضهٔ مراقبت‌های بهداشتی
- ارزیابی اقتصاد خرد در سطح درمان
- تعادل بازار
- ارزیابی در سطح کل سیستم
- برنامه‌ریزی، بودجه‌بندی و نظارت بر مکانیزم

## تقاضای بهداشت و درمان
تقاضا برای بهداشت و درمان، تقاضایی مشتق‌شده از تقاضا برای سلامتی است. مراقبت‌های بهداشتی به عنوان وسیله‌ای برای رسیدن به یک سهم بزرگتر از «سرمایهٔ سلامت» مورد تقاضا قرار می‌گیرد. تقاضا برای سلامتی برخلاف اکثر کالاهای دیگر است زیرا افراد منابع را هم به منظور مصرف و هم تولید سلامتی اختصاص می‌دهند. توضیحات فوق سه نقش افراد در اقتصاد سلامت را نشان می‌دهد. گزارش بهداشت جهانی (ص ۵۲) می‌گوید که مردم در مراقبت چهار نقش را ایفا می‌کنند:
- همکاران
- شهروندان
- تولیدکنندگان
- مصرف‌کنندگان

مدل تولید سلامت مایکل گروسمن در سال ۱۹۷۲ در مطالعهٔ این حوزه بسیار تأثیرگذار بوده و دارای چندین عنصر منحصربفرد است که آن را قابل توجه می‌سازد. مدل گروسمن هر فرد را هم به عنوان تولیدکننده و هم مصرف‌کننده سلامت در نظر می‌گیرد. سلامت همچون سهامی است که در غیاب سرمایه‌گذاری در سلامت، با گذشت زمان تنزل می‌یابد، به‌طوری‌که سلامتی به عنوان یک نوع سرمایه شناخته می‌شود. این مدل تأیید می‌کند که سلامت هر دو کالای مصرفی است که رضایت مستقیم و مطلوبیت و سودمندی سرمایه‌گذاری را به ارمغان می‌آورد و باعث می‌شود که رضایت مشتریان را به‌طور غیرمستقیم از طریق روزهای مریض کمتر کند.
سرمایه‌گذاری در سلامت هزینه بر است زیرا مصرف‌کنندگان باید زمان و منابع اختصاص یافته به سلامت، مانند ورزش در ورزشگاه‌های محلی را در برابر اهداف دیگر مبادله کنند. این عوامل برای تعیین سطح مطلوب سلامتی مورد تقاضای فرد مورد استفاده قرار می‌گیرند. این مدل تأثیر تغییرات قیمت مراقبت‌های بهداشتی و سایر کالاها، پیامدهای بازار نیروی کار مانند اشتغال و دستمزد و تغییرات تکنولوژیکی را پیش‌بینی می‌کند.
این پیش‌بینی‌ها و پیش‌بینی‌های دیگر از مدل‌های توسعهٔ مقاله سال ۱۹۷۲ گروسمن پایه و اساس بسیاری از تحقیقات اقتصادسنجی انجام شده توسط اقتصاددانان حوزه سلامت است.
در مدل گروسمن، سطح بهینهٔ سرمایه‌گذاری در سلامت، در حالی که هزینهٔ نهایی سرمایهٔ سلامت برابر با سود نهایی است اتفاق می‌افتد. با گذشت زمان سلامتی در برخی جهات کاهش می‌یابد (δ) نرخ بهره‌ای که مصرف‌کنندگان با آن مواجه است توسط (r) مشخص شده است. هزینهٔ نهایی سرمایهٔ سلامت را می‌توان با اضافه کردن این متغیر پیدا کرد. {\displaystyle MC_{HK}=r+\delta \,}
سودنهایی سرمایهٔ سلامت نرخ بازده این سرمایه دربخش‌های بازار است. در این مدل سطح بهینه سرمایهٔ سلامت می‌تواند تحت تأثیر عواملی چون سن، دستمزدها و تحصیلات قرارگیرد. برای مثال (δ) با افزایش سن افزایش می‌یابد، بنابراین دستیابی به همان سطح از سرمایهٔ سلامت یا سهم سلامت بعد از گذشت یک دوره یک ساله گران و گرانتر می‌شود. سن همچنین سود نهایی سهام سلامت را کاهش می‌دهد؛ بنابراین سطح بهینه سهام سلامت بعد از گذشت یک دوره یک ساله کاهش می‌یابد. فراتر از مسائل بنیادین، تقاضای واقعی برای مراقبت‌های پزشکی مشتق شده از میل به داشتن سلامتی (بنابراین متأثر شده از تابع تولید سلامت) است.
تمایز مهم بین سود نهایی از مراقبت‌های پزشکی (که همیشه مرتبط است با منخنی تقاضای واقعی براساس تقاضای مشتق شده) ویک منحنی تقاضای مؤثر جداگانه (که مقدار مراقبت‌های پزشکی تقاضا شده در قیمت‌های مختلف بازار خلاصه می‌کند) این است که از آنجا که بیشتر مراقبت‌های پزشکی از ارائه دهندگان به‌طور مستقیم خریداری نشده است اما به دلیل بیمه در قیمت‌های یارانه‌ای به دست آمده، مخارج واقعی پرداخت شده معمولاً کمتر از قیمت بازار است. مصرف‌کننده (MB=MC) را از هزینه‌های پیش‌بینی نشده تعیین می‌کند و بنابراین تقاضای واقعی بر قرار خواهد کرد. این تمایز اغلب تحت عنوان «مخاطره اخلاقی پس از مرگ» (که مجزا از مخاطره اخلاقی پیش‌بینی شده که در هر نوع بازار بیمه یافت می‌شود، است) توصیف می‌شود.

## ارزیابی فناوری سلامت
ارزیابی اقتصادی، و به‌طور خاص تجزیه تحلیل هزینه-اثر بخشی، تبدیل به یک بخش اساسی از فرایندهای ارزیابی فناوری برای سازمان‌ها در تعدادی از کشورها شده است.
برای مثال، مؤسسهٔ کیفیت و اقتصاد در خدمات بهداشت (IQWIG) در آلمان و مؤسسهٔ ملی مراقبت‌های بهداشتی و درمانی (NICE) در انگلستان هر دو به مقرون به صرفه بودن داروهای جدید که وارد بازار می‌شوند، توجه دارند. بعضی از سازمان‌ها، از جمله (NICE) استفاده از تجزیه تحلیل هزینه-مطلوبیت (CUA) را توصیه می‌کنند. این رویکرد نتایج را در یک ماتریس ترکیبی از طول و کیفیت زندگی، تحت عنوان سال‌های زندگی با کیفیت تعدیل‌شده (QALY) سنجش می‌کند.

## بازارهای مراقبت بهداشتی
پنج بازار سلامت برای نمونه تجزیه تحلیل شده است:
1. بازار تأمین مالی مراقبت‌های بهداشتی (بهداشت و درمان)
2. بازار خدمات پزشک و پرستاران
3. بازار خدمات درمانی
4. بازار عوامل و نهادها
5. بازار آموزش حرفه‌ای

اگر چه فروض مدل‌های کتاب‌های درسی از بازارهای اقتصادی به‌طور قابل توجهی نسبت به بازارهای بهداشت و درمان به خوبی عمل می‌کنند اما به این وجود انحرافات مهمی وجود دارد. در بسیاری از ایالت‌ها، گروه‌های ریسک ایجاد شده‌اند که در آن نسبت به ثبت نام افراد برای دادن کمک هزینه درمان اقدام می‌کنند. بیمه گذاران زمانی که نتوانند هزینه‌های پزشکی را به‌طور کامل پیش‌بینی کنند، با مسئله انتخاب نا مساعد مواجه می‌شوند. انتخاب نامساعد می‌تواند به عنوان تهدیدی برای گروه‌های ریسک محسوب شود. خصوصیات بازارهای بیمه گروه‌های ریسک مانند خرید گروهی،انتخاب ترجیحی (cherry-picking) و اصلاحات، پیش شرطی برای مقابله با انتخاب نامساعد است. بیمارهای بیمه شده اگر حق بیمه مربوط به درمان را کامل پرداخت کنند به‌طور طبیعی کمتر نسبت به هزینه‌های بهداشت و درمان نگران هستند افزایش هزینه‌های مربوط به بیمه بهداشت درمان همان‌طور که به وسیله RAND آزمایش معروف بیمه سلامت، نشان داده شده ناشی از مخاطره اخلاقی است. بیمه گران از تکنیک‌های متعددی برای کاهش هزینه‌های نشأت گرفته از مخاطره اخلاقی استفاده می‌کنند:از جمله اعمال مقررات بیمه برای بیماران و محدود کردن انگیزه‌های پزشک برای ارائه مراقبت‌های پرهزینه. بیمه گران اغلب با انتخاب خدمات مورد ارائه، مقدار الزامی هزینه به اشتراک گذاشته (تعیین مقدار هزینه تقبل شده توسط بیمه) و محدودیت‌های پزشکان رقابت می‌کنند. مصرف‌کنندگان در بازارهای بهداشت و درمان اغلب از کمبود اطلاعات کافی در مورد خدماتی که برای انتخاب بیمه گر نیاز دارند و ارائه دهندگانی که بهترین پیشنهاد را دارند، رنج می‌برند.
اقتصاددانان حوزه سلامت مشکلی را با تقاضای ناشی از عرضه‌کننده به وجود آورده‌اند، که در آن ارائه دهندگان توصیه‌های درمانی را بر اساس معیارهای اقتصادی و نه ضوابط پزشکی ارائه می‌دهند. محققان همچنین تعداد قابل توجهی «تغییرات تمرین» (برای پروسه درمان) را ثبت کرده‌اند که در نتیجه در دسترس بودن خدمات برای تغییر در اولویت‌ها و عمل است. برخی از اقتصاددانان معتقدند که الزام پزشکان برای داشتن مجوز پزشکی، محدود کردن نهاده‌ها و مهار نوآوری و افزایش هزینه برای مصرف‌کنندگان است در حالی که عمدتاً تنها به نفع خود پزشکان است.

## سایر موضوعات

### اقتصاد پزشکی
به گفته کولیر اغلب اقتصاد پزشکی مترادف با اقتصاد سلامت است؛ که شاخه‌ای از اقتصاد است که به کاربرد نظریات اقتصادی در پدیده‌ها و مشکلات مربوط به بازار ثانویه سلامت، که در بالا ذکر شد، می‌پردازد. معمولاً این حوزه مربوط به تجزیه تحلیل هزینه-فایده محصولات دارویی و هزینه-اثربخشی درمان‌های مختلف پزشکی است. اقتصاد پزشکی اغلب از مدل‌های ریاضی برای ترکیب داده‌ها از آمار زیستی و اپیدمیولوژی، برای حمایت از تصمیم‌گیری‌های پزشکی برای افراد در سیاست‌های بهداشتی گسترده‌تر، استفاده می‌کند.

### اقتصاد رفتاری
پیتر اورزاگ معتقد است که اقتصاد رفتاری عامل مهمی برای بهبود سیستم بهداشت و درمان است اما پیشرفت نسبتاً کمی در مقایسه با سیاست بازنشستگی انجام شده است.

### اقتصاد سلامت روان
اقتصاد سلامت روان شامل مجموعه وسیعی از مسائل و موضوعاتی از اقتصاد دارویی تا اقتصاد کارگری و اقتصاد رفاه است. سلامت روان می‌تواند به‌طور مستقیم با توجه به پتانسیل افراد تحت تأثیر قرار گیرد که به عنوان سرمایهٔ انسانی مشارکت داشته باشند. در سال ۲۰۰۹، کوری و مارک استیبل «سلامت روان در دوران کودکی و سرمایه انسانی» را منتشر کردند که در آن به بررسی این موضوع که چگونه مشکلات بهداشت روانی کودکان ممکن است انباشت سرمایه انسانی کودکان را تحت تأثیر قرار دهد، پرداختند. آثار خارجی می‌توانند شامل تأثیراتی شوند که افراد تحت تأثیر قرار گرفته بر روی سرمایه انسانی اطرافشان می‌گذارند، مثلاً در محیط کار یا محل زندگی خود. اقتصاد به نوبه خود، به ویژه در شرایط جهانی شدن، بر فرد تأثیر می‌گذارد. به عنوان مثال، مطالعات انجام شده در هند، که در آن موارد بسیاری از برون سپاری غربی وجود دارد، یک هویت ترکیبی رو به رد در جوانان متخصص نشان دادند که انتظارات اجتماعی و فرهنگی بسیار متفاوت در محل کار و خانه دارند.
اقتصاد سلامت روان یک مجموعه منحصر به فرد از چالش‌ها را برای محققان ارائه می‌کند. افرادی که دارای اختلالات شناختی هستند ممکن است قادر به برقراری ارتباط نباشند. این عوامل بیانگر چالش در مورد ارزش‌گذاری بر وضعیت سلامت روان فرد، به ویژه در رابطه با پتانسیل فرد به عنوان سرمایه انسانی، است. علاوه بر این، آمار اشتغال اغلب در مطالعات اقتصادی سلامت روان به عنوان ابزار ارزیابی بهره‌وری فرد استفاده می‌شود. با این حال، این آمارها «حضور غیر موجه» (پرزنتیئیسم) را ثبت نمی‌کنند. مواردی چون زمانی که یک فرد با سطح بهره‌وری پایین شاغل است، اندازه‌گیری میزان خسارت ناشی از زمان کار بدون مزد یا ثبت کردن آثار خارجی همچون داشتن یک عضو خانواده آسیب دیده. همچنین با توجه به تنوع در نرخ دستمزد جهانی یا ارزش گذاری‌های اجتماعی آمار استفاده شده ممکن است محدود به محتوا و موقعیت جغرافیایی باشد و نتایج مطالعه در سطح بین‌المللی قابل اجرا نباشد. اگرچه مطالعات، هدف سلامت روان را کاهش هزینه‌های کل بهداشت و درمان نشان می‌دهد اما به‌طور کلی افزایش اثر بخشی و کاهش غیبت کارکنان عملکرد آنان را بهبود داده و خدمات جامع بهداشت روان را کاهش می‌دهد.
پتراسک و رابین(۲۰۰۲)، سه دلیل اصلی برای این کاهش ذکر می‌کنند:
1. نگرانی‌های ناشی از عدم اطمینان برای حفظ حریم خصوصی
2. مشکل تعیین مقدار پس‌انداز (برای امور پزشکی)
3. دادن انگیزه به پزشک برای درمان بدون ارجاع تخصصی

اورس ات ال. (۲۰۰۹) بیان کرد است که با انتشار بیشتر تجزیه تحلیل‌های اقتصادی سلامت روان، از طریق ایجاد همکاری بین سیاست گذاران و محققان و استخدام بیشتر دانشمندان، می‌توان در این زمینه بهبود حاصل کرد.